# Kębłowo (zniesiona osada leśna)
Kębłowo – zniesiona osada leśna w Polsce, położona w województwie wielkopolskim, w powiecie wolsztyńskim, w gminie Wolsztyn.
Zlikwidowana z dniem 1.01.2018 r.
W latach 1975–1998 miejscowość należała administracyjnie do województwa zielonogórskiego.

## Miejscowości o nazwie Kębłowo w gminie Wolsztyn
W gminie Wolsztyn istnieją dwie miejscowości podstawowe o nazwie Kębłowo, w tym 1 wieś i 1 osada leśna. Wieś Kębłowo posiada identyfikator SIMC 0916383. Osada leśna Kębłowo posiada identyfikator SIMC 0916420. Niniejszy artykuł dotyczy zniesionej w 2018 r. osady leśnej Kębłowo, która posiadała identyfikator SIMC 0916437.